# Großensee (Turingia)
Großensee è una frazione della città tedesca di Werra-Suhl-Tal, nel Land della Turingia.

## Storia
Il 1º gennaio 2019 il comune di Großensee venne fuso con la città di Berka/Werra e con i comuni di Dankmarshausen e Dippach, formando la città di Werra-Suhl-Tal.